# Michael Strachan
Michael Strachan (Freeport, 24 settembre 1999) è un giocatore di football americano bahamense che milita nel ruolo di wide receiver per i Carolina Panthers della National Football League (NFL).

## Carriera

### Indianapolis Colts
Strachan al giocò a football alla University of Charleston. Fu scelto nel corso del settimo giro (229º assoluto) del Draft NFL 2021 dagli Indianapolis Colts. Nella sua stagione da rookie disputò 6 partite, nessuna delle quali come titolare, con 2 ricezioni per 26 yard.

### Carolina Panthers
Il 13 settembre 2023 Strachan firmò con la squadra di allenamento dei Carolina Panthers.